# 인나이정 (아키타현)
인나이정(院内町)은 아키타현 오가치군에 있던 정이다.

## 역사
- 1889년 4월 1일 - 정촌제 시행에 의해 오가치군 인나이촌이 성립하였다.
- 1895년 7월 19일 - 정으로 승격해 인나이정이 되었다.(6월 25일로 하는 자료가 있음)
- 1955년 4월 15일 - 오가치군, 요코보리정, 아키노미야촌과 합병해 오가치정이 신설해, 소멸하였다.

## 산업
인나이 광산이 유명했지만 오가치정의 합병 전년인 1954년에 폐산되었다.

## 교통

### 철도
- 일본국유철도 오우 본선

### 도로
- 국도 13호선